# Brassière

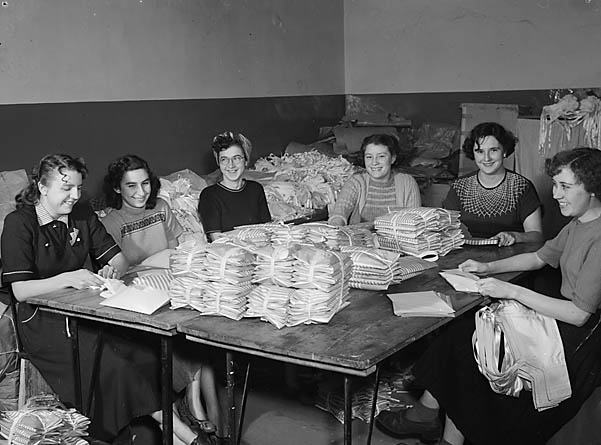
Versandabteilung in einer britischen Brassière-Fabrik

Brassière (f.; französisch Mieder) bezeichnet ursprünglich die im 19. Jahrhundert aufkommenden Vorläufer des Büstenhalters. Seit Ende der 1970er-Jahre bezeichnet Brassière auch ein figurbetonendes ärmel- und trägerloses Damenoberteil, das im Gegensatz zur Corsage den formgebenden Effekt nicht durch Schnitt und Nähte, sondern durch die elastischen Kräfte des Materials (Stretch oder Trikot) erzielt. Im Gegensatz zum Büstenhalter besteht die Brassière nicht aus zwei abgesetzten Schalen. Das sonst ähnliche Bustier ähnelt in Form und Funktion stärker einer Corsage.